# 크로스땃쥐
크로스땃쥐(Crocidura crossei)는 땃쥐과에 속하는 포유류의 일종이다. 베넹과 카메룬, 코트디부아르, 가나, 기니, 라이베리아, 나이지리아, 시에라리온 그리고 토고에서 발견된다. 자연 서식지는 아열대 또는 열대 기후 지역의 습윤 저지대 숲이다.